# 科尔奈
科尔奈（法語：Cornay，法語發音：[kɔʁnɛ]）是法国大東部大區阿登省的一个市镇，属于武济耶区。

## 地理
科尔奈（49°18'6"N, 4°56'57"E）面积10.94 平方千米，位于法国大東部大區阿登省，该省份为法国北部内陆省份，西接埃纳省，南至马恩省，东临默兹省，北与比利时接壤。
与科尔奈接壤的市镇（或旧市镇、城区）包括：沙泰勒谢埃里、弗莱维尔、朗松、马尔克、圣朱万、瑟尼克。

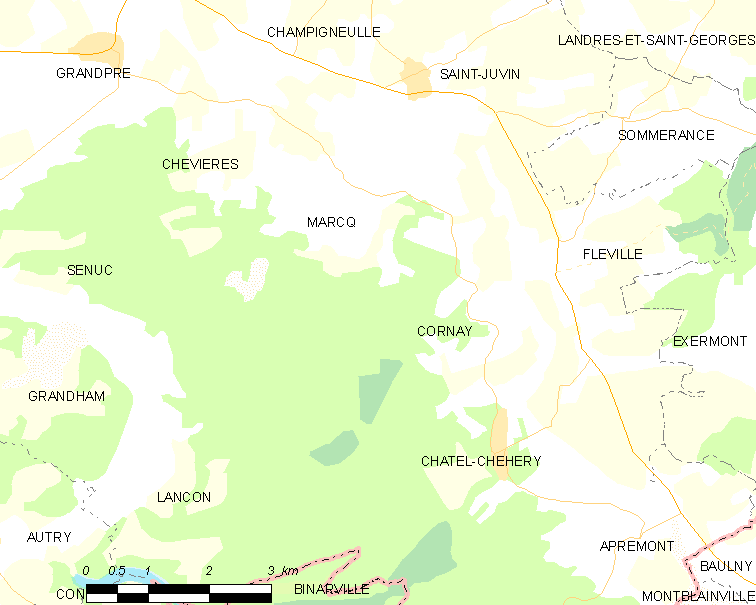
科尔奈的OSM定位图

科尔奈的时区为UTC+01:00、UTC+02:00（夏令时）。

## 行政
科尔奈的邮政编码为08250，INSEE市镇编码为08131。

## 政治
科尔奈所属的省级选区为阿蒂尼县。

## 人口

1962-2008年间科尔奈人口变化图示

科尔奈于2022年1月1日时的人口数量为67人。